# Uromunna schauinslandi
Uromunna schauinslandi is een pissebed uit de familie Munnidae. De wetenschappelijke naam van de soort is voor het eerst geldig gepubliceerd in 1905 door Georg Ossian Sars.